# Levi Aumua
Pas d'image ? Cliquez ici

a Compétitions nationales et continentales officielles uniquement.

b Matchs officiels uniquement.
Dernière mise à jour le 15 mars 2024.
Levi Aumua, né le 9 octobre 1994 à Auckland (Nouvelle-Zélande), est un joueur de rugby à XV néo-zélandais. Il joue principalement au poste de centre. Il joue depuis 2024 avec la franchise des Crusaders en Super Rugby, et depuis 2021 avec la province de Tasman en National Provincial Championship.

## Biographie

### Formation et début de carrière en France et en Australie (jusqu'en 2016)
Levi Aumua est né à Auckland en Nouvelle-Zélande, d'une famille d'un père samoan et d'une mère fidjienne. Il émigre en Australie avec sa famille alors qu'il est âgé de dix ans, et s'installe à Brisbane. Il commence à pratiquer le rugby à XV lors de son enfance, et joue au rugby avec l'équipe de son lycée de la Brisbane Grammar School (en),. Il joue alors au poste de troisième ligne centre.
Immédiatement après le lycée, Aumua décide de passer au rugby à XIII et signe un contrat de trois ans avec l'Academy (centre de formation) des Brisbane Broncos. Il joue avec l'équipe des moins de 20 ans du club en National Youth Competition. Il joue également avec les Redcliffe Dolphins, équipe servant de réserve aux Broncos et évoluant en Queensland Cup.
Après deux ans à XIII, il décide de faire son retour à XV en 2014, et joue avec le GPS Rugby en Queensland Premier Rugby,. Repositionné au poste de centre, il joue également avec l'équipe des moins de 20 ans de la franchise des Queensland Reds dans le cadre du championnat junior national.
Plus tard en 2014, il s'engage avec le club français de l'Union Bordeaux Bègles sur la base d'un contrat espoir de deux saisons,. Il joue alors principalement dans le championnat espoir. Il a toutefois l'occasion de faire ses débuts professionnels le 16 janvier 2015 à l'occasion d'un match de Challenge européen face aux London Welsh. Il joue un total de deux rencontres, disputées au poste d'ailier, dans cette compétition avec le club bordelais. Au terme de sa première saison en France, il décide de quitter le club, et de rentrer en Australie pour des raisons familiales.
De retour en Australie, Aumua joue avec le club amateur de Souths Rugby en Queensland Premier Rugby,. Il est considéré comme l'un des meilleurs joueurs à son poste de centre dans ce championnat en 2016.
Grâce à ses performances au niveau amateur, il est retenu avec l'équipe de Brisbane City pour disputer la saison 2016 de National Rugby Championship (NRC). Il présent sur une feuille de match à une reprise en tant que remplaçant, au mois d'août 2016, mais n'entre pas en jeu. Il ne dispute finalement aucun match de NRC avec cette équipe.

### Premier passage en Nouvelle-Zélande et parenthèse japonaise (2017-2021)
En 2017, Levi Aumua décide de retourner dans son pays natal, et rejoint dans un premier temps le club amateur de Kahurangi dans le championnat de Nelson Bay,. Auteur de bonnes performances, il est recruté au sein de l'effectif élargi de la province de Tasman. Il se fait à nouveau remarquer en inscrivant quatre essais lors des deux matchs de préparations, ce qui lui vaut d'être promu au sein du groupe professionnel en vue de la saison 2017 de National Provincial Championship (NPC),. Il joue son premier match avec sa nouvelle équipe le 18 août 2017 face à Canterbury. Il joue un total de huit matchs lors de sa première saison, et inscrit trois essais. Lors de la finale de la compétition que son équipe perd face à Canterbury, il est titulaire et inscrit un essai.
Après cette première saison de NPC, il est recruté par la franchise des Chiefs pour disputer la saison 2018 de Super Rugby. Blessé pendant l'essentiel de la saison, il n'est présent que sur une seule feuille de match en fin de saison, et n'entre pas en jeu.
L'année suivante, il rejoint les Blues, évoluant dans le même championnat. Il joue son premier match de Super Rugby le 9 mars 2019 face aux Sunwolves,. Au sein d'une équipe qui comporte des joueurs comme Ma'a Nonu ou Sonny Bill Williams à son poste, il ne joue que quatre rencontres lors de la saison, toutes comme remplaçant. Il n'est pas conservé au terme de la saison.
Plus tard en 2019, il remporte le NPC pour la première fois avec sa province de Tasman, après une victoire en finale face à Wellington.
Ne parvenant pas à obtenir un contrat en Super Rugby, Levi Aumua décide en 2020 de rejoindre les Hino Red Dolphins évoluant dans le championnat japonais,. Il n'a cependant pas l'occasion de jouer de match, puisque la saison des Red Dolphins est arrêtée en mars à cause d'une affaire judiciaire concernant un autre joueur du club, suivie de la pandémie de Covid-19.
L'année suivante, il rejoint une autre équipe japonaise évoluant dans le même championnat : les Toyota Industries Shuttles. Il joue six match avec ce club, avant de le quitter au terme de la saison.

### Deuxième passage en Nouvelle-Zélande (depuis 2021)
Plus tard en 2021, Levi Aumua rentre en Nouvelle-Zélande pour disputer la saison 2021 de NPC avec Tasman.
Il rejoint ensuite la nouvelle franchise des Moana Pasifika pour la saison 2022 de Super Rugby,. Il joue son premier match avec sa nouvelle équipe le 4 mars 2022 contre les Crusaders. Grâce à sa puissance physique, et sa faculté à battre les défenseurs, il s'impose comme un cadre de son équipe dès sa première saison. Il joue un total de neuf matchs lors de la saison, et inscrit trois essais. Après cette saison réussie, il se réengage avec les Moana Pasifika pour la saison 2023.
En octobre 2022, il est retenu au sein de l'équipe réserve néo-zélandaise, les All Blacks XV (en) pour une tournée en Europe. Il joue une rencontre face aux Barbarians.
En 2023, pour sa deuxième saison avec les Moana Pasifika, il continue de se montrer performant,. Il inscrit notamment cinq essais en treize rencontres.
En mai 2023, il est annoncé qu'il quitte les Moana Pasifika pour rejoindre les Crusaders à partir de la saison 2024 de Super Rugby,.

## Palmarès
- Finaliste de NPC en 2017 avec Tasman.
- Vainqueur du NPC en 2019 avec Tasman.
- Vainqueur du Super Rugby en 2025 avec les Crusaders.